# Universidad Tecnológica Federal de Paraná
La Universidad Tecnológica Federal de Paraná (Universidade Tecnológica Federal do Paraná, UTFPR) es una institución pública de educación superior en Brasil, con sede en la ciudad de Curitiba, Paraná. 
En la actualidad, la universidad cuenta con 32 cursos de pregrado, y tiene 21.092 estudiantes matriculados.